# Chloé Chaume
 (novembre 2018).
Pour les articles homonymes, voir Chaume.
Chloé Chaume est une artiste lyrique française, à la tessiture soprano lyrique. Son répertoire s'étend à la musique sacrée et aux lieds.

## Biographie
Encouragée alors qu'elle participe à une master class donnée par Mady Mesplé, soprano française, Chloé Chaume décide de sa vocation. Elle effectue ses études musicales au conservatoire Hector Berlioz à Paris, puis celui de Gabriel Fauré dans la classe de Michèle Command.
Elle se forme ensuite au travail de la scène dans la classe d’art lyrique de Joëlle Vautier puis de Pierre Catala.
En 2011, elle débute dans La Belle Hélène au Théâtre de Neuilly. Elle se perfectionne ensuite auprès de la mezzo-soprano Mariam Sarkissian.
Elle suit les master classes de spécialistes comme Karine Deshayes, Sophie Koch, José van Dam, Michel Trempont, Emmanuel Plasson et Michel Plasson.
En 2013, elle est remarquée à l’Opéra de Tours, dans L'Aiglon d'Arthur Honegger et Jacques Ibert, dans le rôle de Thérèse de Lorget.
Dans ce même théâtre et la même année, elle sera Julia dans Passionnément d'André Messager, avec l'Orchestre symphonique région Centre-Tours.
L’année suivante, toujours à l’Opéra de Tours et avec le même orchestre, elle est Frasquita dans Carmen de Bizet, dans une mise en scène de Gilles Bouillon.
À l'Auditorium des Arts et Métiers de Paris, elle est Donna Anna dans Don Giovanni de Mozart, avec l'Orchestre symphonique et lyrique de Paris.
En 2015, elle intègre la distribution de deux opus du Triptyque de Puccini (Il trittico) mis en scène par Paul-Émile Fourny à Tours, sous la direction de Jean-Yves Ossonce et l'Orchestre Symphonique Région Centre-Tours. À cette occasion elle porte le costume de Nella.
Au Théâtre du Capitole de Toulouse Les Fiançailles au couvent, opéra buffa en quatre actes de Sergueï Prokofiev (1891-1953) sur un livret de Mira Mendelssohn d’après La Duègne de Richard Brinsley Sheridan: elle y incarne Lauretta, avec les Chœurs du Capitole, l'Orchestre national du Capitole, sous la direction musicale de Tugan Sokhiev.
La Cenerentola de Jérôme Savary fait escale à l'Opéra de Tours en 2016. On retrouve Chloé Chaume en Clorinda, accompagnée de la soprano catalane Carol Garcia, sous la direction de Dominique Trottein.
Elle prend le rôle de Musetta dans La Bohème en version de concert dans des églises parisiennes, puis ce sera le rôle de Violetta dans La traviata à l'Auditorium des Arts et Métiers de Paris avec les chœurs de Vox Opera, sous la direction de Loïc Mignon, et l'Orchestre symphonique et lyrique de Paris, sous la direction de Romain Dumas.
En 2017, elle est invitée aux Chorégies d'Orange pour Musiques en fête par Alain Duault. Elle y chante devant plus de 800 spectateurs dans le théatre antique et  en direct sur France 3 "Giusto ciel in tal periglio" de l'opéra Maometto II de Rossini, ainsi que l'Ave Maria de Caccini (Vavilov).
La même année, elle est l’Amour dans Orphée et Eurydice (Gluck) avec l’Opéra Côté Chœur, au Théâtre Comedia, sous la direction musicale de Romain Dumas.
Faust de Gounod, mis en scène par Nadine Duffaut ouvre la saison 2018 de l’Opéra-Théâtre de Metz, et celui de Reims, où l'on retrouve Chloé Chaume dans le rôle de Marguerite, sous la direction musicale du chef belge Cyril Englebert.
Elle participe cette année-là à la représentation d'un opéra comique rare d'Émile Paladilhe, L'Amour africain, monté par la Compagnie de l'Oiseleur au Temple du Luxembourg à Paris. Elle y tient le rôle de la comtesse de Beaulieu.
Toujours en 2018, elle participe au concert Sacré Rossini au Théâtre des Champs-Élysées avec l'Orchestre national d'Île-de-France et le chœur Vittoria, sous la direction de José Miguel Pérez-Sierra.
Elle chante en duo à Musiques en fête 2018 avec Salvatore Adamo (Laisse mes mains sur tes hanches), l’orchestre régional Avignon-Provence et l’orchestre régional de Cannes-Provence-Alpes-Côte d’Azur, dirigé par Didier Benetti. Cette soirée-là, elle interprète l'air « Il faut partir » de La Fille du régiment de Donizetti et est également Liu dans l'air « Non Piangere Liu » de Turandot de Puccini.
Chloé Chaume retrouve en janvier 2019 le rôle de Marguerite dans la production de Faust de l’Opéra royal de Wallonie, sous la direction de Patrick Davin. Puis en mai à l'Opéra de Nice sous  la direction musicale de Giuliano Carella.
Elle est cette même année à nouveau à Musiques en fête, où elle chante "O mio babbino caro" du Gianni Schicchi de Puccini.
En 2020, elle incarne la Comtesse Almaviva dans Les Petites Noces, au Théâtre des Champs-Élysées. Elle participe à la création mondiale du Messie du peuple chauve du compositeur Eric Breton par l'Opéra Grand Avignon.
L'année suivante, elle est invitée en juillet à la 34e édition du festival de musique symphonique Un violon sur le sable de Royan.
Chloé Chaume fait ses débuts dans le rôle de ses "rèves", celui de Thaïs (opéra de Jules Massenet), en janvier 2022 à l'Opéra de Tours sous la direction de Michel Plasson dans une mise en scène de Jean-Louis Grinda.
Elle est en février Flamma dans l'opéra-féérie Le Voyage dans la Lune de Jacques Offenbach mis en scène par Olivier Fredj à l'Opéra de Nice Côte d'Azur. Elle chante l'air "Dis-moi que je suis belle" de Thaïs en juin à Musiques en fête, où elle interprète également le Duo des chats de Rossini avec Héloïse Mas.
Elle prend le rôle de Lisa dans l'opérette romantique Le Pays du sourire de Franz Lehár cette même année au Conservatoire de Nice.
Parmi les récitals qui ponctuent sa saison, elle est invitée en octobre 2022 au Festival international de musique symphonique d'Alger, où, avec la pianiste  Célia Oneto-Bensaid, elle représente la France avec des airs de Massenet, Offenbach et Bizet notamment.
Chloé Chaume clôt l'année 2022 et ouvre la suivante avec Franz Lehar, dans le rôle de Nadia de l'opérette La Veuve joyeuse. C'est à l'Opéra de Saint-Etienne, sous la direction musicale de Laurent Touche et dans une mise en scène de Jean-Louis Pichon,.
La soprano débute dans le rôle de Sylvabelle de l'opérette L'Auberge du Cheval Blanc du compositeur autrichien Ralph Benatzky, en mars 2023 au Théâtre du Casino Barrière à Toulouse puis au Pin Galant à Bordeaux.
Fin mai 2023, Chloé Chaume prend le rôle de Pamina dans La Flûte enchantée de Mozart. C'est à l'Opéra de Reims dans une mise en scène d'Eric Perez, sous la direction musicale de Nicolas Chalvin,.
Janvier 2024 la voit appelée à reprendre son rôle fétiche de Thaïs dans l'opéra du même nom de Jules Massenet, en version de concert pour une soirée à l'Opéra de Toulon,.
C'est à l'opéra de Hong Kong qu'elle fait ses débuts en mai dans le rôle de Juliette dans Roméo et Juliette de Gounod.
Autres débuts, cette fois-ci dans Wagner, en avril 2025 à l'Opéra de Tours, où elle chante la mort d'Isolde et les Wesendonck Lieder,.

## Répertoire
Français, italien
Elle interprète également la musique sacrée : elle a souvent chanté le Requiem de Fauré, Mozart et Brahms comme soprano solo.
- Hélène dans La Belle Hélène
- Frasquita, dans Carmen
- Suor Osmina, dans Suor Angelica
- Nella, dans Gianni Schicchi
- Lauretta, dans Les Fiançailles au couvent
- Clorinda, dans La Cenerentola
- Musetta dans La Bohème
- Violetta dans La traviata
- La Contessa Almaviva dans Les Noces de Figaro
- Flamma dans Le Voyage dans la Lune
- Amore dans Orfeo ed Euridice
- Marguerite dans Faust
- Elsa dans Le Messie du peuple chauve (Eric Breton)
- Thaïs dans l'opéra du même nom
- Lisa dans Le Pays du sourire
- Nadia dans La Veuve joyeuse
- Sylvabelle dans L'auberge du cheval blanc
- Pamina dans La Flûte enchantée
- Juliette dans Roméo et Juliette